# 円蔵院 (江戸川区)
円蔵院（えんぞういん）は、東京都江戸川区南小岩にある真言宗豊山派の寺院。

## 歴史
天文年間（1532年 – 1555年）、覚因上人によって開山された。延宝年間（1673年 – 1681年）に、「憲深方の法流」を継承して善養寺の末寺となった。
江戸時代は、沖天祖神社（下小岩村の神明社）の別当寺であった。
当寺では、現在も毎月24日に念仏講が開かれている。

## 文化財
- 板碑・嘉元四年二月日銘 - 江戸川区指定有形文化財・歴史資料、昭和57年2月8日告示[4]

## 交通アクセス
- 小岩駅より徒歩6分（経路案内）。